# Zabójcza sprawiedliwość
Zabójcza sprawiedliwość (tyt. oryg. Ancillary Justice) – debiutancka powieść fantastycznonaukowa amerykańskiej pisarki Ann Leckie. Wydana w 2013 r. przez wydawnictwo Orbit Books (ISBN 978-0-316-24662-0), a w Polsce w 2015 r. przez wydawnictwo Muza-Akurat w tłumaczeniu Danuty Górskiej (ISBN 978-83-287-0048-2).
Powieść zdobyła w 2013 ważniejsze nagrody literackie w dziedzinie s-f: Nebula, Hugo, nagrodę im. Arthura C. Clarke’a, nagrodę BSFA oraz nagrodę Locusa za debiut powieściowy.
Książka, napisana w gatunku space opera, jest pierwszą w trylogii „Imperium Radch”, kolejne części to: Zabójczy miecz (Ancillary Sword, 2014) i Ancillary Mercy (2015).

## Fabuła
W przyszłości odległej o tysiące lat, jedną z głównych potęg w kosmosie jest Imperium Radch. Od wieków rządzi nim władca, żyjący w tysiącach ciał połączonych w sieć. Sztuczna inteligencja jednego z okrętów imperium traci przez niego wszystko, prócz jednego z wielu kontrolowanych wcześniej przez nią ciał. Od tej pory, jako Breq, szuka zemsty.